# クルブ・フェロ・カリル・オエステ
クルブ・フェロ・カリル・オエステ（スペイン語: Club Ferro Carril Oeste）は、アルゼンチンの首都ブエノスアイレスを本拠地とするスポーツクラブである。
1904年7月28日、アルゼンチン西鉄道（=フェロ・カリル・オエステ）の鉄道労働者らによって設立された。そのため、Locomotora del Oeste（西の機関車）やFerroviarios（鉄道のものたち）など、チームの愛称に鉄道に関する言葉が多い点が特筆される。
サッカー、男女バレーボール、バスケットボールチームを持つ。
1980年代に隆盛を迎え、リーグで2度優勝した。2019-20シーズンはプリメーラB・ナシオナル（2部）に所属している。

## エピソード
かつてのアルゼンチン西鉄道、現在のサルミエント鉄道の西端のラ・パンパ州・ヘネラル・ピコに、同じ名称であるクルブ・フェロ・カリル・オエステ（トルネオ・フェデラルA、2017年現在）というクラブがある。このクラブのユニフォームも、同じく緑色を基調としている。

## ライバル
ベレス・サルスフィエルドとのダービーは、クラシコ・デル・オエステ（西部ダービー）と呼ばれている。

## タイトル
- プリメーラ・ディビシオン : 2回
  - 1982ナシオナル, 1984ナシオナル
- プリメーラB : 6回
  - 1958, 1963, 1969, 1970, 1978, 2002–03

## 現所属メンバー
2019年9月25日現在
注：選手の国籍表記はFIFAの定めた代表資格ルールに基づく。
| No. | Pos. |              | 選手名                     |
| --- | ---- | ------------ | -------------------------- |
|     | GK   | アルゼンチン | アンドレス・バイロ         |
|     | GK   | アルゼンチン | ルシアーノ・ハチフェ       |
|     | GK   | アルゼンチン | イバン・ロペス             |
|     | DF   | アルゼンチン | ナウエル・アマリージャ     |
|     | DF   | アルゼンチン | グスタボ・カント           |
|     | DF   | アルゼンチン | ルーカス・フェラーリ       |
|     | DF   | アルゼンチン | エルナン・グラーナ         |
|     | DF   | アルゼンチン | マティアス・マリアッティ   |
|     | DF   | アルゼンチン | ロドリゴ・マスール         |
|     | DF   | アルゼンチン | ギド・ミラン               |
|     | DF   | アルゼンチン | セバスティアン・オリバレス |
|     | DF   | アルゼンチン | ルーカス・ソウト           |
|     | MF   | アルゼンチン | カルロス・アイララ         |
|     | MF   | アルゼンチン | トマス・アスプレア         |
|     | MF   | コロンビア   | カルロス・カルボネロ       |
|     | MF   | アルゼンチン | ニコラス・ゴメス           |

| No. | Pos. |                | 選手名                       |
| --- | ---- | -------------- | ---------------------------- |
|     | MF   | アルゼンチン   | クリスティアン・マイダナ     |
|     | MF   | アルゼンチン   | フェルナンド・ミランダ       |
|     | MF   | アルゼンチン   | マティアス・ムニョス         |
|     | MF   | アルゼンチン   | フェデリコ・ムリージョ       |
|     | MF   | アルゼンチン   | パブロ・オルテガ             |
|     | MF   | アメリカ合衆国 | アダム・オゼリ               |
|     | MF   | アルゼンチン   | レンソ・テスリ               |
|     | MF   | アルゼンチン   | ラウタロ・トーレス           |
|     | FW   | アルゼンチン   | ブルーノ・バランコ           |
|     | FW   | アルゼンチン   | クリスティアン・ボルダカアル |
|     | FW   | アルゼンチン   | フランシスコ・ガルシア       |
|     | FW   | アルゼンチン   | ラウタロ・ゴルディージョ     |
|     | FW   | アルゼンチン   | ルーカス・ピュー             |
|     | FW   | アルゼンチン   | フランコ・プリカストロ       |
|     | FW   | アルゼンチン   | フェデリコ・セゴビア         |
|     | FW   | アルゼンチン   | ルベン・タラスコ             |

## 歴代監督
- マリオ・フォルトゥナート (1937), (1953)
- ペドロ・デジャチャ (1965)
- ビクトリオ・スピネット (1973–1976)
- ヘロニモ・サッカルディ (1997–1999)
- ルベン・ダリオ・インスーア (1999)
- エクトル・リボイラ (2004–2005)
- ホセ・ルイス・ブラウン (2007–2008)
- マリオ・ゴメス (2011–2012)
- ホセ・ルイス・ブラウン (2013)
- ホセ・ロメロ (2014)
- マルセロ・ブロッヒ (2015)
- ワルテル・ペラッソ (2016)
- マルセロ・ブロッヒ (2017)

## 歴代所属選手
- ロベルト・チェロ 1925
- ホセ・マヌエル・モレノ 1953
- アントニオ・ローマ 1955-1959
- エクトル・クーペル 1976-1977, 1978-1988
- ヘルマン・ブルゴス 1989-1994
- フアン・エスナイデル 1990-1991
- ロベルト・アジャラ 1991-1994
- マルティン・エレーラ 1998-1999
- マルコス・ギジェルモ・サムソ 1988-1996
- ネストル・ガブリエル・ロレンソ 1995-1996
- イブラヒム・セカギャ 2002-2005
- マルコス・アクーニャ 2010-2014